# 神戸市立山手小学校
神戸市立山手小学校（こうべしりつ やまてしょうがっこう）は、かつて兵庫県神戸市中央区中山手通4丁目に存在した公立小学校。

## 概要
神戸市立諏訪山小学校より1年遅く1901年（明治34年）開校。隣接して北側の諏訪山小が男子校、南側の山手小が女子校であった。
1926年（大正15年）区域改正により、男女児とも収容することとなる。
1947年（昭和22年）4月1日の学校教育法の施行とともに、戦後の新制小学校に移行した。
1994年（平成6年）3月閉校になり、下山手小学校と合併して生田中学校の跡地において神戸市立山の手小学校となった。
山手小学校閉校後の跡地は、北側に隣接していた諏訪山小学校（こうべ小学校の前身）に吸収された。

## 沿革
- 1901年（明治34年）4月1日 - 山手尋常小学校として開校。（女子校（1925年（大正14年）まで））[4][5]
- 1905年（明治38年）4月1日 - 山手尋常高等小学校と改称し、高等科を置く[6]。
- 1909年（明治42年）4月1日 - 山手尋常小学校と改称。（義務教育延長により、高等小学校1・2年は尋常小学校5・6年となる。）[7][8]
- 1913年（大正2年） - 花隈町全域が通学区域となる[9]。
- 1918年（大正7年）6月15日 - 第一回校舎改築落成式（創立当時の木造平屋造りの一部を改築して二階建としたもの。当時の平面図によれば、北側（諏訪山小側）に4教室増えている。）[10]
- 1920年（大正9年）4月1日 - 山手尋常高等小学校と改称し、再び高等科を置く[11]。
- 1921年（大正10年）12月15日 - 第二回校舎改築落成式（於新講堂）。当時としては珍しい鉄筋コンクリート四階建の校舎となり、最後までこの校舎が使われた[12]。
- 1926年（大正15年） - 区域改正により、男女児とも収容することとなる。このときの改正で、再度筋町全部と楠谷町全部が入り、戦後の校区に引き継がれた。（楠谷町は現在の行政区域では兵庫区であり違和感があるが、大正時代とは行政の仕組みが異なるためと考えられる[13]。詳細不明。）
  - 校名改称 神戸市山手尋常小学校。高等科1・2年は中宮校へ移す[14]。
- 1939年（昭和14年） - 校歌制定（創立40年（皇紀2600年からみの）記念事業）[15]
- 1941年（昭和16年）4月1日 - 国民学校令により神戸市山手国民学校に改称。
- 1947年（昭和22年）4月1日 -  神戸市立山手小学校に改称。（男女共学）
- 1957年（昭和32年）新校舎２階竣工
- 1958年（昭和33年）新校舎３階増築
- 1959年（昭和34年）新校舎１階左　給食室完成
- 1994年（平成2年）4月1日 -  下山手小学校と合併して神戸市立山の手小学校となる。

## 校歌
- 1939年3月18日校歌完成、同年5月23日文部省検定了、認可。
- 作詞谷口幹治（当時の山手小校長）、作曲瀬戸口藤吉(海軍軍楽師。当時、軍艦行進曲などの作曲家として知られ、「日本行進曲の父」と讃えられる。)[16] 増田平雄補作[17]。
- 歌詞は、谷口校長の「校魂を養う教育」の思想が反映されている[18]。

## 関係者

### 教職員
- 杉野精造（教員、1906年 - 1929年 第四代校長） - 在任中の1924年に発起人となり「山手学習院」（現在の神戸山手学園（神戸山手女子中学校・高等学校））を設立した[19][20]。

### 著名な出身者
- 佐々木一樹（Jリーグ初代事務局長。2012年4月より、ジェイリーグエンタープライズ代表取締役社長[21]。 ）

## ギャラリー

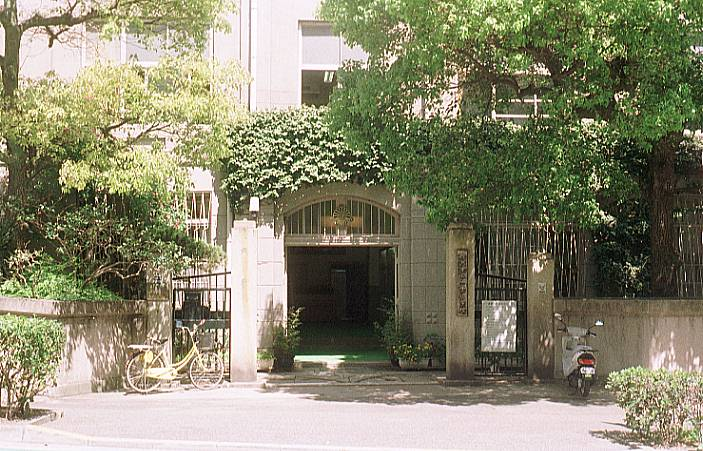
神戸市立山手小学校正門 199105
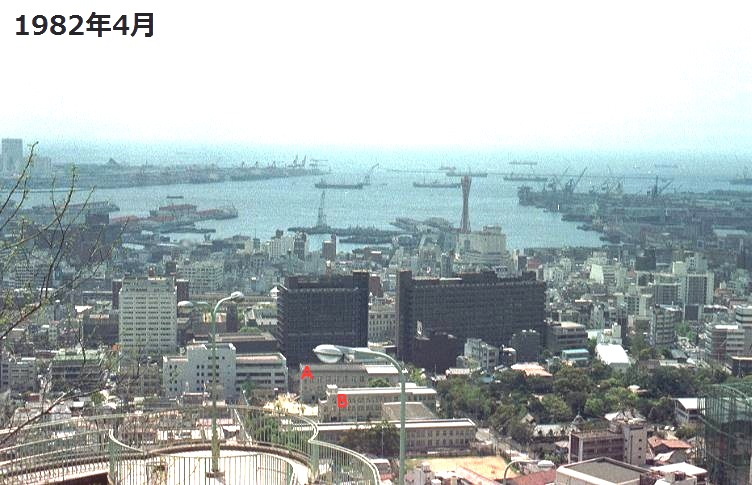
1982年04月における兵庫県庁神戸港方面スナップショット。1982年4月の山手小学校遠景（写真中Aの部分）。写真中Bの部分は、当時の諏訪山小学校。
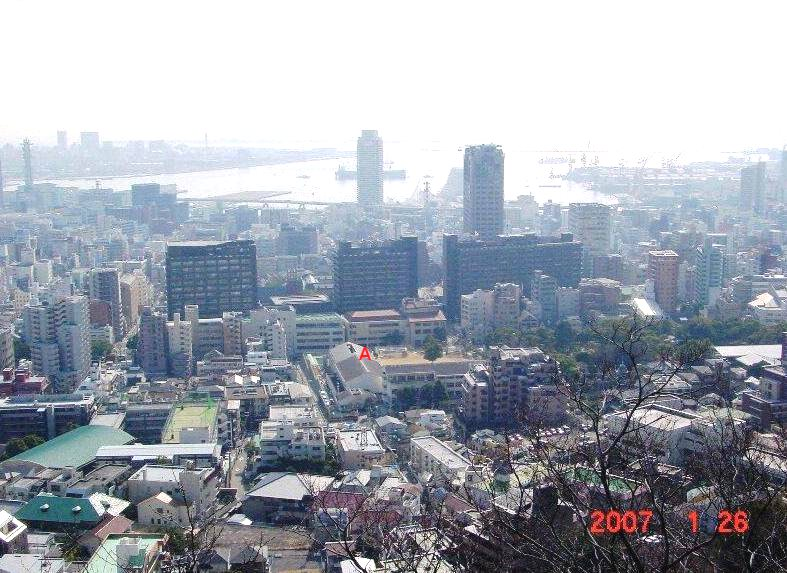
20070126における兵庫県庁神戸港方面スナップショット。写真中Aの部分は、すでにこうべ小学校（諏訪山小学校の後継）になっている。